# Matías Tudela
Matias Tudela Perret(Valencia, 6 de octubre de 1984) es un exjugador y entrenador de rugby español. Actualmente es entrenador de la Selección masculina de rugby 7 de España. Su posición era de ala, zaguero o centro.
A nivel internacional debutó con la Selección española absoluta el 8 de marzo de 2008 frente a la Selección de Rusia. A partir de aquí, consiguió 17 caps (internacionalidades) con la Selección Nacional.

## Carrera profesional
Matías Tudela comenzó a jugar a rugby a los 7 años en el Tatami Rugby Club, equipo de nivel regional de Valencia y del cual su padre es exjugador.
En 2005 se trasladó a Escocia para jugar en el Heriot’s Rugby Club de Edimburgo, equipo de primera división escocesa. Al finalizar la temporada regresó a España para jugar en el CRC Madrid. En este equipo ha jugado titular durante cuatro temporadas, siendo en 2008-2009 el tercer jugador con más ensayos en la división de honor española, proclamándose con su equipo vencedor de la Liga y la Copa del Rey.
También ha participado en la primera edición de la Super Ibérica de Rugby, primera competición española de carácter profesional, con la franquicia madrileña Gatos de Madrid; los cuales se proclamaron vencedores del campeonato.
Los problemas económicos llevaron al CRC a un descenso administrativo tras la temporada 2009/10, por lo que muchos jugadores se marcharon, entre ellos Matías Tudela, que fichó por el Ordizia Rugby Elkartea. Jugó en el conjunto guipuzcoano entre 2010 y 2013, logrando dos subcampeonatos de Liga en las temporadas 2010/11 y 2011/12, y dos Copas del Rey en las temporadas 2011/12 y 2012/13. En esos años fue miembro habitual de la selección nacional de rugby a siete que participó en las Series Mundiales durante dos temporadas (2012/13 y 2013/14). 
En aquella temporada 2013/14, Tudela se incorporó al Cisneros Rugby Club de la capital española, llevando al equipo a sus mejores resultados en 25 años, y disputando la final de la Copa del Rey 2014/15. 
En 2015 regresó a su club de origen, el Tatami, ocupando el puesto de jugador y entrenador del primer equipo, con el que consiguió el ascenso a División de Honor B ese mismo año. Se retiró con el Tatami Rugby Club en 2017.
En 2016 sucedió a Pablo Feijoo como capitán del equipo. selección nacional de rugby a siete, que el 19 de junio de 2016 se clasificó para competir en los Juegos Olímpicos de 2016 en Río de Janeiro. En el torneo olímpico alcanzó el décimo puesto.

### Clubes
| Temporada(s) | Club                   | Partidos | Titular | Puntos |
| ------------ | ---------------------- | -------- | ------- | ------ |
| 1991-2004    | Tatami Rugby Club      |          |         |        |
| 2004-2005    | Les Abelles Rugby Club |          |         |        |
| 2005-2006    | Heriot's Rugby Club    |          |         |        |
| 2006-2007    | CRC Madrid             | -        | -       | 25     |
| 2007-2008    | CRC Madrid             | 18       | 18      | 45     |
| 2008-2009    | CRC Madrid             | 18       | 18      | 57     |
| 2009-2010    | Gatos de Madrid        | 2        | 2       | 5      |
| 2010-2013    | Ordizia Rugby Elkartea |          |         |        |
| 2013-2015    | CR Cisneros            |          |         |        |
| 2015-2017    | Tatami Rugby Club      |          |         |        |

### Selección nacional
Su debut internacional con la selección española fue el 8 de marzo del 2008 en Krasnodar, frente a la selección de Rusia en la European Nations Cup.
También es jugador de la selección absoluta de rugby a 7, con la que ha participado en múltiples torneos clasificatorios para la Copa de Europa en 2007 y de 2010. Además ha disputado varios torneos del Circuito Mundial de la IRB, como son los torneos de Londres o Edimburgo en 2008.

## Palmarés

### Clubes
- 1 Liga de División de Honor: 2009 (CRC Madrid)
- 1 Liga Superibérica: 2009 (Gatos de Madrid)
- 2 Copas del Rey: 2008 y 2009, (CRC Madrid)

### Selección
- 17 partidos con la selección absoluta.
- Participación en el Mundial de Sevens 2013.
- Participación en la Serie Mundial de Sevens 2012/13.
- Participación en la Serie Mundial de Sevens 2013/14.
- Participación en los Juegos Olímpicos de 2016.